# Palos Verdes
Palos Verdes és un grup de ciutats costaneres dins Palos Verdes Hills sobre la Península de Palos Verdes (Palos Verdes Peninsula) al Comtat de Los Angeles, Califòrnia als Estats Units. Les ciutats de Palos verdes inclouen Palos Verdes Estates, Rancho Palos Verdes, Rolling Hills i Rolling Hills Estates.
La península que penetra dins l'Oceà Pacífic, té espectaculars vistes al mar i escoles distingides a Palos Verdes Hills
i molts camins per anar a cavall.

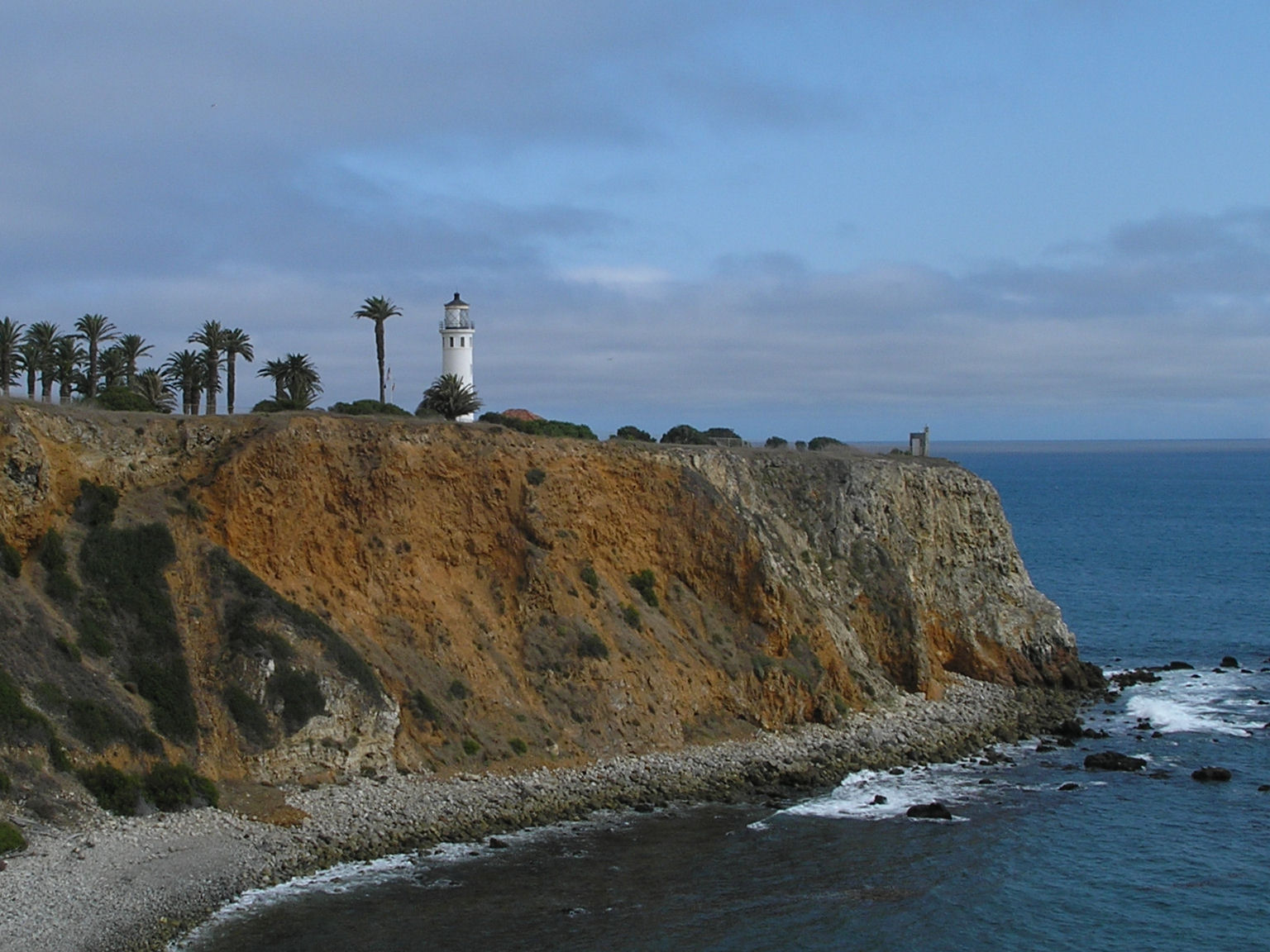
El far de Point Vicente

La península era la llar dels amerindis Tongva-Gabrieliño. El seu primer contacte amb els europeus va ser l'any 1542 amb l'explorador portuguès João Cabrilho (o Juan Cabrillo).
Cap a 1992 molts coreans estatunidencs acabalats es traslladaren a Palos Verdes Peninsula. Rancho Palos Verdes, Palos Verdes Estates, i Rolling Hills Estates.